# La Chapelle-Heulin
 La Chapelle-Heulin  es una población y comuna francesa, situada en la región de Países del Loira, departamento de Loira Atlántico, en el distrito de Nantes y cantón de Vallet.

## Demografía
| 1216 | 1212 | 1307 | 1800 | 1838 | 1852 |
| Para los censos de 1962 a 1999 la población legal corresponde a la población sin duplicidades (Fuente: INSEE [Consultar]) |      |      |      |      |      |